# Ибн Юнус
Абу́ль-Ха́сан Али́ ибн Абдуррахма́н аль-Мисри́ (950 — 31 мая 1009, Каир) — один из известнейших арабских учёных. Математик, физик и астроном из Египта.

## Биография
Его полное имя: Абуль-Хасан Али ибн Абдуррахман ибн Юнус ас-Садафи аль-Мисри. Жил в Каире. Проводил астрономические наблюдения в обсерватории на горе Мокаттам близ Каира. Был учеником Абу-л-Вафы. Ему принадлежат астрономические таблицы «Зидж ал-Хакими». Это были лучшие таблицы такого рода, они применялись в практике астрономических вычислений около двух столетий. Зидж Ибн Юнуса состоит из 81 главы, он содержит обзор и критику «ал-Ма’мунова зиджа, подвергнутого проверке», «Сабейского зиджа» ал-Баттани и других зиджей его предшественников, а также результаты наблюдений самого Ибн Юнуса.
Ибн Юнус исправил значения угла наклона эклиптики и предварения равноденствий, остававшиеся неизменными со времен Птолемея. На основании анализа данных наблюдений затмений Солнца и Луны с 977 по 1007 годы он открыл вековое ускорение среднего движения Луны. Он усовершенствовал гномон и доказал, что его тень показывает высоту над горизонтом верхнего края (а не центра) солнечного диска.
Ибн Юнус писал о плоской и сферической тригонометрии и первый указал способы решения сферических треугольников при помощи введения вспомогательных углов.
Ему принадлежит также «Трактат о способе определения двух линий в кустасе» (так назывались весы со шкалой и передвижной гирей) и книга «Построение светильника, в котором горят двенадцать ламп, из которых по прошествии одного часа ночи гаснет одна лампа». Считается, что с 1008 года использовал для вычисления времени маятниковый механизм, но осталось неизвестно каким образом это осуществлялось.

## Память
В 1970 г. Международный астрономический союз присвоил имя Ибн Юнуса кратеру на обратной стороне Луны.